# 4e étape du Tour d'Italie 2002
Pour un article plus général, voir Tour d'Italie 2002.
La 4e étape du Tour d'Italie 2002 a eu lieu le 15 mai 2002 entre les villes de Esch-sur-Alzette au Luxembourg et de Strasbourg en France sur une distance de 232 km. Elle a été remportée par l'Australien Robbie McEwen (Lotto-Adecco) devant les Italiens Mario Cipollini (Acqua & Sapone-Cantina Tollo) et Enrico Degano (Ceramica Panaria-Fiordo). Stefano Garzelli (Mapei-Quick Step) conserve le maillot rose de cette édition du Tour d'Italie à l'issue de l'étape.

## Classement de l'étape
| \| Classement de l'étape \| Classement de l'étape \| Classement de l'étape \| Classement de l'étape \| Classement de l'étape \| \| Coureur \| Coureur \| Pays \| Équipe \| Temps \| \| --------------------- \| --------------------- \| --------------------- \| ---------------------------- \| --------------------- \| \| 1er \| Robbie McEwen \| Australie \| Lotto-Adecco \| 5 h 37 min 13 s \| \| 2e \| Mario Cipollini \| Italie \| Acqua & Sapone-Cantina Tollo \| + 0 s \| \| 3e \| Enrico Degano \| Italie \| Ceramica Panaria-Fiordo \| + 0 s \| \| 4e \| Graeme Brown \| Australie \| Ceramica Panaria-Fiordo \| + 0 s \| \| 5e \| Alessandro Petacchi \| Italie \| Fassa Bortolo \| + 0 s \| \| 6e \| Fabrizio Guidi \| Italie \| Team Coast \| + 0 s \| \| 7e \| Aart Vierhouten \| Pays-Bas \| Lotto-Adecco \| + 0 s \| \| 8e \| Sven Teutenberg \| Allemagne \| Phonak Hearing Systems \| + 0 s \| \| 9e \| Massimo Strazzer \| Italie \| Phonak Hearing Systems \| + 0 s \| \| 10e \| Moreno Di Biase \| Italie \| Formaggi Trentini \| + 0 s \| |                     |           |                              |                 |
| |                     |           |                              |                 |
| |                     |           |                              |                 |
| Classement de l'étape |                     |           |                              |                 |
| Coureur | Coureur             | Pays      | Équipe                       | Temps           |
| 1er | Robbie McEwen       | Australie | Lotto-Adecco                 | 5 h 37 min 13 s |
| 2e | Mario Cipollini     | Italie    | Acqua & Sapone-Cantina Tollo | + 0 s           |
| 3e | Enrico Degano       | Italie    | Ceramica Panaria-Fiordo      | + 0 s           |
| 4e | Graeme Brown        | Australie | Ceramica Panaria-Fiordo      | + 0 s           |
| 5e | Alessandro Petacchi | Italie    | Fassa Bortolo                | + 0 s           |
| 6e | Fabrizio Guidi      | Italie    | Team Coast                   | + 0 s           |
| 7e | Aart Vierhouten     | Pays-Bas  | Lotto-Adecco                 | + 0 s           |
| 8e | Sven Teutenberg     | Allemagne | Phonak Hearing Systems       | + 0 s           |
| 9e | Massimo Strazzer    | Italie    | Phonak Hearing Systems       | + 0 s           |
| 10e | Moreno Di Biase     | Italie    | Formaggi Trentini            | + 0 s           |

## Classement général
| \| Classement général \| Classement général \| Classement général \| Classement général \| Classement général \| \| Coureur \| Coureur \| Pays \| Équipe \| Temps \| \| ------------------ \| --------------------- \| ------------------ \| ---------------------- \| ------------------ \| \| 1er \| Stefano Garzelli \| Italie \| Mapei-Quick Step \| 22 h 34 min 55 s \| \| 2e \| Fabrizio Guidi \| Italie \| Team Coast \| + 9 s \| \| 3e \| Rik Verbrugghe \| Belgique \| Lotto-Adecco \| + 19 s \| \| 4e \| Juan Carlos Domínguez \| Espagne \| Phonak Hearing Systems \| + 21 s \| \| 5e \| Matthias Kessler \| Allemagne \| Telekom \| + 27 s \| \| 6e \| Francesco Casagrande \| Italie \| Fassa Bortolo \| + 31 s \| \| 7e \| Mikhaylo Khalilov \| Ukraine \| Colombia-Selle Italia \| + 31 s \| \| 8e \| Matthias Buxhofer \| Autriche \| Phonak Hearing Systems \| + 34 s \| \| 9e \| Cadel Evans \| Australie \| Mapei-Quick Step \| + 37 s \| \| 10e \| Dario Frigo \| Italie \| Tacconi Sport \| + 41 s \| |                       |           |                        |                  |
| |                       |           |                        |                  |
| |                       |           |                        |                  |
| Classement général |                       |           |                        |                  |
| Coureur | Coureur               | Pays      | Équipe                 | Temps            |
| 1er | Stefano Garzelli      | Italie    | Mapei-Quick Step       | 22 h 34 min 55 s |
| 2e | Fabrizio Guidi        | Italie    | Team Coast             | + 9 s            |
| 3e | Rik Verbrugghe        | Belgique  | Lotto-Adecco           | + 19 s           |
| 4e | Juan Carlos Domínguez | Espagne   | Phonak Hearing Systems | + 21 s           |
| 5e | Matthias Kessler      | Allemagne | Telekom                | + 27 s           |
| 6e | Francesco Casagrande  | Italie    | Fassa Bortolo          | + 31 s           |
| 7e | Mikhaylo Khalilov     | Ukraine   | Colombia-Selle Italia  | + 31 s           |
| 8e | Matthias Buxhofer     | Autriche  | Phonak Hearing Systems | + 34 s           |
| 9e | Cadel Evans           | Australie | Mapei-Quick Step       | + 37 s           |
| 10e | Dario Frigo           | Italie    | Tacconi Sport          | + 41 s           |

## Classements annexes
| Classement par points | Classement par points | Classement par points | Classement par points        | Classement par points |
| Coureur               | Coureur               | Pays                  | Équipe                       | Points                |
| --------------------- | --------------------- | --------------------- | ---------------------------- | --------------------- |
| 1er                   | Mario Cipollini       | Italie                | Acqua & Sapone-Cantina Tollo | 78 pts                |
| 2e                    | Massimo Strazzer      | Italie                | Phonak Hearing Systems       | 51 pts                |
| 3e                    | Graeme Brown          | Australie             | Ceramica Panaria-Fiordo      | 44 pts                |
| 4e                    | Robbie McEwen         | Australie             | Lotto-Adecco                 | 41 pts                |
| 5e                    | Danilo Hondo          | Allemagne             | Telekom                      | 37 pts                |

| Classement par points | Classement par points | Classement par points | Classement par points        | Classement par points |
| Coureur               | Coureur               | Pays                  | Équipe                       | Points                |
| --------------------- | --------------------- | --------------------- | ---------------------------- | --------------------- |
| 1er                   | Mario Cipollini       | Italie                | Acqua & Sapone-Cantina Tollo | 78 pts                |
| 2e                    | Massimo Strazzer      | Italie                | Phonak Hearing Systems       | 51 pts                |
| 3e                    | Graeme Brown          | Australie             | Ceramica Panaria-Fiordo      | 44 pts                |
| 4e                    | Robbie McEwen         | Australie             | Lotto-Adecco                 | 41 pts                |
| 5e                    | Danilo Hondo          | Allemagne             | Telekom                      | 37 pts                |

| Classement de la montagne | Classement de la montagne | Classement de la montagne | Classement de la montagne | Classement de la montagne |
| Coureur                   | Coureur                   | Pays                      | Équipe                    | Points                    |
| ------------------------- | ------------------------- | ------------------------- | ------------------------- | ------------------------- |
| 1er                       | Francesco Casagrande      | Italie                    | Fassa Bortolo             | 5 pts                     |
| 2e                        | Freddy González           | Colombie                  | Colombia-Selle Italia     | 5 pts                     |
| 3e                        | Mariano Piccoli           | Italie                    | Lampre-Daikin             | 4 pts                     |
| 4e                        | Ruggero Marzoli           | Italie                    | Formaggi Trentini         | 4 pts                     |
| 5e                        | Daniele Contrini          | Italie                    | Gerolsteiner              | 3 pts                     |

| Classement de la montagne | Classement de la montagne | Classement de la montagne | Classement de la montagne | Classement de la montagne |
| Coureur                   | Coureur                   | Pays                      | Équipe                    | Points                    |
| ------------------------- | ------------------------- | ------------------------- | ------------------------- | ------------------------- |
| 1er                       | Francesco Casagrande      | Italie                    | Fassa Bortolo             | 5 pts                     |
| 2e                        | Freddy González           | Colombie                  | Colombia-Selle Italia     | 5 pts                     |
| 3e                        | Mariano Piccoli           | Italie                    | Lampre-Daikin             | 4 pts                     |
| 4e                        | Ruggero Marzoli           | Italie                    | Formaggi Trentini         | 4 pts                     |
| 5e                        | Daniele Contrini          | Italie                    | Gerolsteiner              | 3 pts                     |

| Classement par équipes | Classement par équipes | Classement par équipes | Classement par équipes |
| Équipe                 | Équipe                 | Pays                   | Temps                  |
| ---------------------- | ---------------------- | ---------------------- | ---------------------- |
| 1re                    | Mapei-Quick Step       | Italie                 | 67 h 19 min 54 s       |
| 2e                     | Team Coast             | Allemagne              | + 16 s                 |
| 3e                     | Fassa Bortolo          | Italie                 | + 31 s                 |
| 4e                     | Telekom                | Allemagne              | + 55 s                 |
| 5e                     | Phonak Hearing Systems | Suisse                 | + 1 min 03 s           |

| Classement par équipes | Classement par équipes | Classement par équipes | Classement par équipes |
| Équipe                 | Équipe                 | Pays                   | Temps                  |
| ---------------------- | ---------------------- | ---------------------- | ---------------------- |
| 1re                    | Mapei-Quick Step       | Italie                 | 67 h 19 min 54 s       |
| 2e                     | Team Coast             | Allemagne              | + 16 s                 |
| 3e                     | Fassa Bortolo          | Italie                 | + 31 s                 |
| 4e                     | Telekom                | Allemagne              | + 55 s                 |
| 5e                     | Phonak Hearing Systems | Suisse                 | + 1 min 03 s           |